# 以色列—黎巴嫩和平協議
《以色列–黎巴嫩和平協議》是2022年，以色列國與黎巴嫩共和國為了解決以色列–黎巴嫩海上邊界爭端（英語：Israeli–Lebanese maritime border dispute）在黎巴嫩–以色列會談（阿拉伯語：المحادثات اللبنانية-الإسرائيلية）後，簽屬的一份協議。

## 背景
1948年5月，猶太全國議會召開集會，共同宣讀《以色列國獨立宣言》，以大衛·本-古里安為首的數個猶太領袖簽署通過了《以色列國獨立宣言》，正式建立以色列國，然而卻遭到所有阿拉伯國家的反對，其中就包括了黎巴嫩共和國。
自1948年以色列國建國以來，以色列國和黎巴嫩共和國都聲稱對兩國海岸330平方英里的區域擁有主權，造成問題的主要原因是該區域蘊藏著豐富的天然資源，其中包括卡納油田和卡里什氣田，是東地中海的石油與天然氣產區。而在2010年，在以色列國在周圍海岸發現大量的礦藏後，邊界問題演變成了一場真正的爭端，黎巴嫩政府認為這些礦藏可能延伸到黎巴嫩的海域，因此在2011年，黎巴嫩政府向聯合國提交了邊界主張，聲稱了部分海域的主權，黎巴嫩政府的立場認為，海上邊界線應沿著陸地邊界進一步標記，而以色列的立場則認為邊界線應與海岸呈90度角標記，爭端至此爆發。
2017年以色列政府展開對卡里什氣田的開採，但在2019年，由於受冠狀病毒疾病2019的疫情影響而推遲。 2020年恢復工作時，黎巴嫩政府聲稱整個卡里什油田實際上屬於黎巴嫩共和國的專屬經濟區。以色列國政府回絕了這項主張，隨後與黎巴嫩政府與以色列政府進入談判程序。談判最終陷入僵局，隨後，黎巴嫩政府正式聲稱對以色列國另外540平方英里的領土擁有主權，談判至此徹底破裂。

## 衝突
2022年6月29日，以色列國防軍在黎巴嫩專屬經濟區內擊落了一架飛越地中海的黎巴嫩真主黨客機，造成數十名平民傷亡。
2022年7月2日，以色列國防軍擊落了三架來自黎巴嫩共和國貝魯特、飛往卡里什天然氣田的黎巴嫩真主黨軍機。其中一架被F-16戰隼擊落，另外兩架則被以色列海軍輕型護衛艦INS Eilat (501)擊落。

## 會談
2020年10月14日，以色列政府和黎巴嫩政府開始就確定海上邊界進行談判。第一輪談判在黎巴嫩南部安-納庫拉的聯合國駐黎巴嫩臨時部隊總部聯合國基地舉行。在雙方之間進行調解的美利堅合眾國近東事務助理國務卿大衛·申科（David Schenker）和聯合國黎巴嫩問題特別協調員揚·庫比什出席了第一輪會談。大衛·申科表示希望此舉是推進採取外交行動的第一步。本輪談判，以色列政府派出能源部總幹事烏迪·阿迪里作為代表，黎巴嫩政府派出武裝部隊作戰副參謀長巴薩姆·亞辛準將作為代表。

### 僵局與延期
由於兩國會談陷入僵局，談判隨後被推遲。以色列能源部長尤瓦爾·施泰尼茨在推特上表示，「黎巴嫩已經七次改變與以色列海上邊界劃分的立場」。黎巴嫩共和國的海上邊界劃分不一致是導致談判陷入僵局的主要原因。時任黎巴嫩共和國總統米歇爾‧奧恩希望持續這項談判，並正確劃定以色列國和黎巴嫩共和國的海上邊界。
2021年4月12日，黎巴嫩公共工程和交通部長米歇爾·納賈爾簽署了一份文件，將黎巴嫩領土的主張擴大到1400平方公里。

## 協議
2021年10月，阿莫斯·J.霍克斯坦（Amos J. Hochstein）被任命為新任調解員，談判於2022年1月重啟。2022年6月，阿莫斯·J.霍克斯坦向以色列政府提出了黎巴嫩政府的提議，同年9月，阿莫斯·J.霍克斯坦提出一項妥協方案，之後各方達成多項協議。9月22日，納吉布‧米卡提在聯合國大會上強調他對達成協議持樂觀態度。阿莫斯·J.霍克斯坦和美利堅合眾國總統小約瑟夫·羅比內特·拜登的中東事務顧問布雷特·麥格克在大會結束後分別與各方會面，討論了協議草案。
2022年10月11日，報紙通報兩國達成協議，2022年10月13日，以色列政府投票決定將協議推進到批准程序的最後階段。雙方公開宣布同意協議，卡里什天然氣田將完全由以色列國控制，而加納油田則劃歸黎巴嫩共和國，法蘭西共和國能源和石油公司道達爾能源將在那裡進行勘探和開採，同時向以色列政府支付部分使用費。以色列將保留其海岸三英里區域，維護沿海安全。
2022年10月27日，雙方正式簽署《以色列–黎巴嫩和平協議》。這被視為兩個敵對國家之間達成的歷史性協議。

### 各方反應
- 以色列國總理亞伊爾·拉皮德表示：「這是一項歷史性成就，將加強以色列的安全，為以色列經濟注入數十億美元，並確保我們北部邊境的穩定。」。[32]
- 黎巴嫩真主黨領袖哈桑·納斯魯拉表示：「此次事件對於黎巴嫩國家、黎巴嫩公民和抵抗力量來說都是一次巨大的勝利。」。[33]

## 外部連結
- Text of the agreement at the UN site